# Élections sénatoriales de 2014 dans l'Aude
Les élections sénatoriales de 2014 dans l'Aude ont lieu le dimanche 28 septembre 2014. Elles ont pour but d'élire les deux sénateurs représentant le département au Sénat pour un mandat de six années.

## Sénateurs sortants
| Sénateur | Sénateur        | Parti | Fonctions lors de l'élection en 2008           |
| -------- | --------------- | ----- | ---------------------------------------------- |
|          | Roland Courteau | PS    | Sénateur sortant                               |
|          | Marcel Rainaud  | PS    | Sénateur sortant, président du conseil général |

## Présentation des candidats
Les nouveaux représentants sont élus pour une législature de 6 ans au suffrage universel indirect par les grands électeurs du département. Dans l'Aude, les deux sénateurs sont élus au scrutin majoritaire à deux tours. Ils sont 15 candidats dans le département, chacun avec un suppléant.
| N°  | Candidats | Candidats                 | Parti | Principales fonctions                 |
| --- | --------- | ------------------------- | ----- | ------------------------------------- |
| T01 |           | Didier Combis             | PS    | Maire de Magrie                       |
| S01 |           | Mireille Robert           | PS    |                                       |
| T02 |           | Solange Izard             | PG    |                                       |
| S02 |           | Rémi Penavaire            | PG    |                                       |
| T03 |           | Robert Morio              | FN    |                                       |
| S03 |           | Arlette Deschamps         | FN    |                                       |
| T04 |           | Laure-Emmanuelle Philippe | FN    |                                       |
| S04 |           | Christophe Barthès        | FN    |                                       |
| T05 |           | Roland Courteau           | PS    | Sénateur sortant                      |
| S05 |           | Christiane Tibié          | PS    |                                       |
| T06 |           | Gisèle Jourda             | PS    | Conseillère municipale de Trèbes      |
| S06 |           | Hervé Baro                | PS    |                                       |
| T07 |           | Jean-Claude Castillo      | PCF   |                                       |
| S07 |           | Jeanine Largy             | PCF   |                                       |
| T08 |           | André Zuliani             | DVD   |                                       |
| S08 |           | Nicole Rottier            | DVD   |                                       |
| T09 |           | Joëlle Baigneaux          | DVD   |                                       |
| S09 |           | Jean-François Mena        | DVD   |                                       |
| T10 |           | Jean-Didier Carré         | PG    |                                       |
| S10 |           | Manon Le Bretton          | PG    |                                       |
| T11 |           | Monique Ching             | UMP   | Première adjointe au maire de Leucate |
| S11 |           | Christian Théron          | UMP   |                                       |
| T12 |           | Thierry Leguevaques       | UMP   | Maire de Saint-Michel-de-Lanès        |
| S12 |           | Monique Boonen            | UMP   |                                       |
| T13 |           | Claude Marie Benson       | ECO   |                                       |
| S13 |           | Daniel Dedies             | ECO   |                                       |
| T14 |           | Christian Rieussec        | ECO   |                                       |
| S14 |           | Marie-Laure Arripe        | ECO   |                                       |
| T15 |           | Richard Roudier           | EXD   |                                       |
| S15 |           | Marie-Françoise Biard     | EXD   |                                       |

## Résultats
|             | Roland Courteau           | PS          | 730   | 65,00  |  |  |
|             | Gisèle Jourda             | PS          | 665   | 59,22  |  |  |
|             | Monique Ching             | UMP         | 213   | 18,97  |  |  |
|             | Thierry Leguevaques       | UMP         | 208   | 18,52  |  |  |
|             | Didier Combis             | DVG         | 116   | 10,33  |  |  |
|             | Robert Morio              | FN          | 44    | 3,92   |  |  |
|             | Laure-Emmanuelle Philippe | FN          | 43    | 3,83   |  |  |
|             | Jean-Claude Castillo      | PCF         | 27    | 2,40   |  |  |
|             | Solange Izard             | PG          | 26    | 2,32   |  |  |
|             | Claude Marie Benson       | ECO         | 23    | 2,05   |  |  |
|             | Christian Rieussec        | ECO         | 17    | 1,51   |  |  |
|             | Jean-Didier Carré         | PG          | 13    | 1,16   |  |  |
|             | Joëlle Baigneaux          | DVD         | 10    | 0,89   |  |  |
|             | André Zuliani             | DVD         | 9     | 0,80   |  |  |
|             | Richard Roudier           | EXD         | 0     | 0,00   |  |  |
|             |                           |             |       |        |  |  |
| Inscrits    | Inscrits                  | Inscrits    | 1 144 | 100,00 |  |  |
| Abstentions | Abstentions               | Abstentions | 8     | 0,70   |  |  |
| Votants     | Votants                   | Votants     | 1 136 | 99,30  |  |  |
| Blancs      | Blancs                    | Blancs      | 8     | 0,70   |  |  |
| Nuls        | Nuls                      | Nuls        | 5     | 0,44   |  |  |
| Exprimés    | Exprimés                  | Exprimés    | 1 123 | 98,86  |  |  |